# ولاية بريكة
ولاية بريكة : هي ولاية منتدبة من ولايات الشرق الجزائري بمنطقة الحضنة عاصمتها بريكة وقد كانت تتبع ولاية باتنة سابقاً, أنشأت الولاية المنتدبة بموجب قرار رئيس الجمهورية الجزائرية السيد عبد المجيد تبون بمنشور رئاسي مؤرخ في 28 ديسمبر سنة 2023 الصادر بالجريدة الرسمية يوم 10 جانفي سنة 2024 العدد 02 وكما عين السيد بوالذهب السعيد والياً منتدباً عليها. في إطار التقسيم الاداري الجديد للجزائر سنة 2023 لتصبح ولاية منتدبة.

## الموقع
تقع الولاية المنتدبة بريكة في شرق الجزائري بمنخفض الحضنة يحدها شرقاً ولاية باتنة و في الشمال و الشمال الغربي كل من ولايتي سطيف و المسيلة و غرباً الولاية المنتدبة بوسعادة وجنوباً ولاية بسكرة .

## الاقتصاد
يعتمد دخل الولاية على الزراعة و الصناعة التي تعتبر من اهم ركائزها وتحتوي على مصنعي للأسمنت و الاسفنج هما شركة جيكا و شركة الفتح اللذان يعتبران من أكبر المصانع في قارة إفريقيا

### السياحة
تعتبر ولاية بريكة ولاية سياحية بإمتياز نظراً لإحتوائها العديد من الاماكن الجذابة مثل الواحات و المدينة القديمة بأمدوكال و كاف الرومان ببلدية بيطام و شط الحضنة ببلدية عزيل عبد القادر وجبل متليلي ببلدية تيلاطو كما تحتوي على عدة هياكل فندقية خاصة بمركز مدينة بريكة .

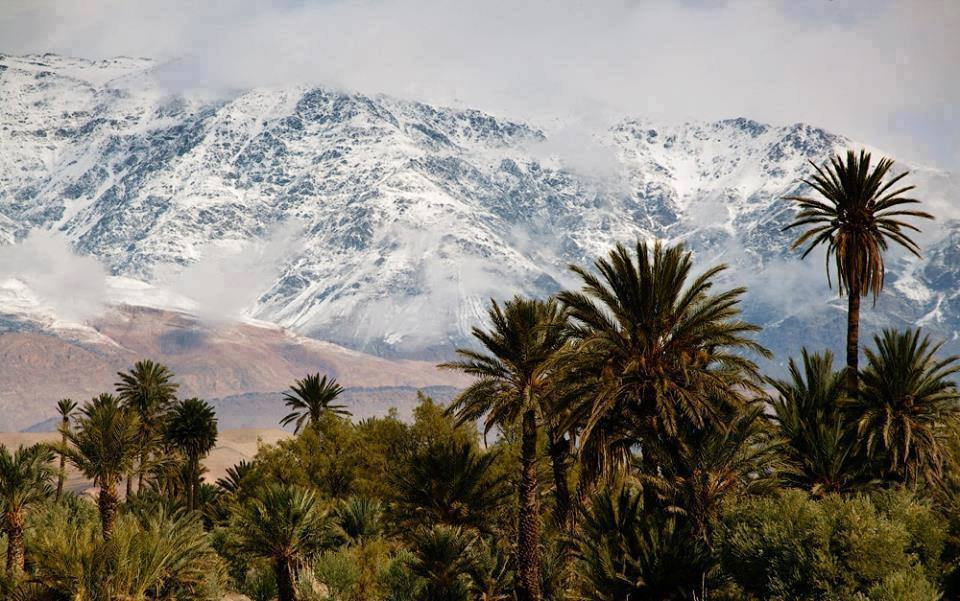
منضر عام لجبل متليلي بولاية بريكة بلدية تيلاطو

## المنــــاخ
يمتاز مناخها بصيف حار و شتاء بارد و سقوط قليل و غير منتظم للأمطار كما تشهد تساقط لثلوج بمرتفاعات جبل متليلي .

## السكان
يعيش حالياً أكثر من 300 الف نسمة بولاية بريكة ، 211 الف نسمة منها في مدينة بريكة حيث تعتبر أكبر مدن الولاية تليها بلدية الجزار ثم بلدية سقانة . يعتبر العرب أغلبية في الولاية مع أقلية أمازيغية تقطن مدن مثل بريكة و سقانة و تيلاطو و يعتبر عرش اولاد سحنون اكبر عرش في الولاية حيث الغالبية ساحقة تقطن مدينة بريكة و بلدية اولاد عمار و بلدية عزيل عبد القادر في منخفض الحضنة . القلقشندي 

## التقسيم الإداري
دوائر ولاية بريكة  هي دائرة بريكة - دائرة الجزار - دائرة سقانة. أما البلديات فهي بلديات ولاية بريكة بلدية بريكة - بلدية بيطام - بلدية أمدوكال - بلدية الجزار - بلدية أولاد عمار - بلدية عزيل عبد القادر - بلدية سقانة - بلدية تيلاطو.

## القرى
تحوي ولاية بريكة على 8 قرى كبرى تنتظر قراراً رسميا يرسمها إلى بلديات يتعلق الأمر بكل من : .

- قرية عين الدفيلة ( بلدية بيطام ) .

- قرية أولاد عيش ( بلدية بيطام ) .

- قرية المعذر ( بلدية الجزار ) .

- قرية أولاد دراجي ( بلدية عزيل عبدالقادر ) . 

- قرية تازغت ( بلدية سقانة ) .

- قرية غاصرو ( بلدية تيلاطو ) .

- قرية القريدات ( بلدية تيلاطو ) .

- قرية عين حيمر ( بلدية بريكة ) .

### التعليم
مركز جامعي 1 : عدد الطلبة 4170 , المعهد المتخصص للتكوين المهني : 1 عدد الطلبة 48 متربص و 97 متمهن , مركز لتكوين المهني والتمهين 1 عدد الطلبة 115 متربص و 442 متمهن.

## الرياضة
يمثل ولاية بريكة في كرة القدم كل من نادي مولودية بريكة و أمل بريكة في القسم الثالث و شباب بريكة في القسم الجهوي الثاني ونادي نجم بيطام في القسم الشرفي ويعتبر الداربي البريكي حدث هام ينتظره كل سكان الولاية بين عشاق النادي الأبيض الممثل في المولودية و عشاق الفرسان الممثل في الامل وقد حقق الفريقين نتائج لا بأس بها في اخر عشر سنوات بالخصوص نادي مولودية بريكة كما يمثل نادي امل بريكة لكرة اليد الولاية المنتدبة في القسم الوطني الممتاز 
عدد ملاعب الولاية : 8 ملاعب , 2 ببريكة , 1 ببيطام , 1 بسقانة , 1 بالجزار , 1 اولاد عمار , 1 عزيل عبدالقادر , 1 بأمدوكال